# Ceyssat
Ceyssat ist eine französische Gemeinde mit 694 Einwohnern (Stand: 1. Januar 2022) im Département Puy-de-Dôme in der Region Auvergne-Rhône-Alpes (vor 2016 Auvergne). Ceyssat gehört zum Arrondissement Issoire und zum Kanton Orcines (bis 2015 Rochefort-Montagne). 

## Geographie
Ceyssat liegt etwa fünfzehn Kilometer westsüdwestlich von Clermont-Ferrand. Umgeben wird Ceyssat von den Nachbargemeinden Mazaye im Norden und Westen, Saint-Ours-les-Roches im Norden, Orcines im Osten, Saint-Genès-Champanelle im Südosten, Nébouzat im Süden sowie Olby im Westen und Südwesten.

## Bevölkerung
| Jahr                       | 1962 | 1968 | 1975 | 1982 | 1990 | 1999 | 2006 | 2013 |
| Einwohner                  | 373  | 348  | 343  | 364  | 424  | 467  | 592  | 673  |
| Quellen: Cassini und INSEE |      |      |      |      |      |      |      |      |

## Sehenswürdigkeiten
- Kirche Saint-Roch
- Schloss Allagnat, Monument historique seit 2000

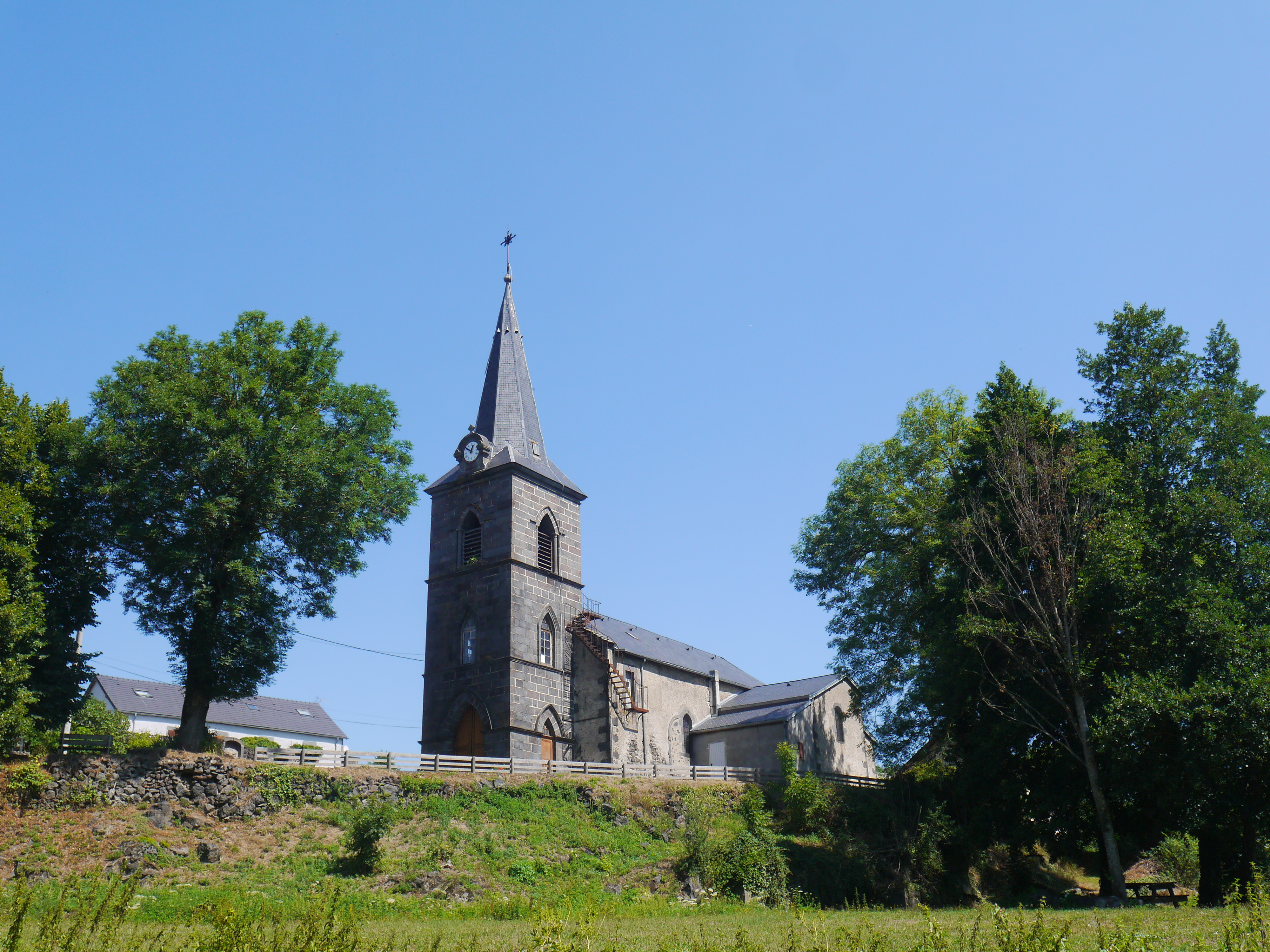
Kirche Saint-Roch
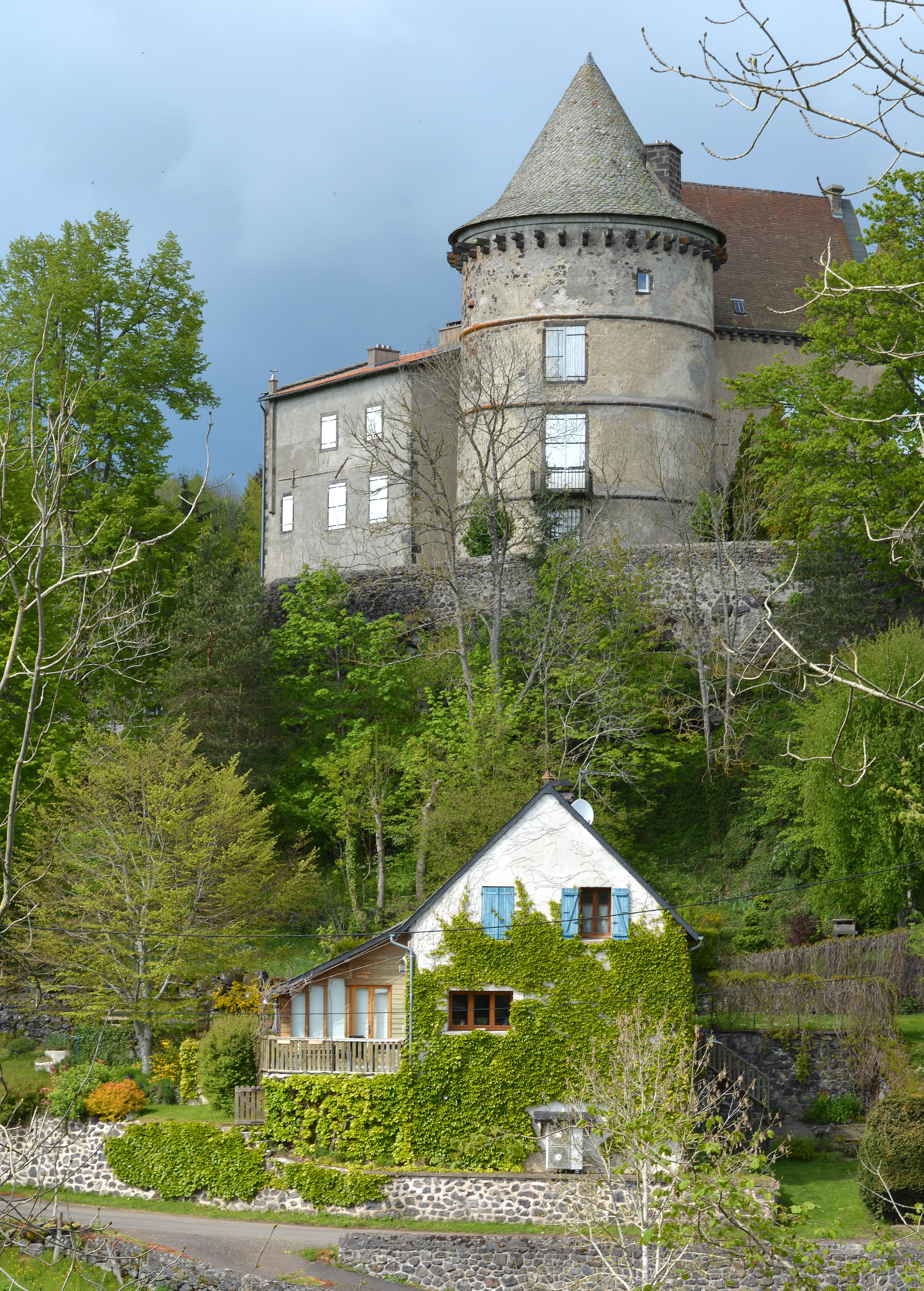
Schloss Allagnat